# حصة بنت أحمد بن محمد السديري
حصة بنت أحمد بن محمد السديري (1318 هـ - 1389 هـ / 1900 - 1969م)، هي إحدى زوجات الملك عبد العزيز بن عبد الرحمن آل سعود مؤسس المملكة العربية السعودية وأول ملك للبلاد. والدة من يطلق عليهم السديريون السبعة ومنهم كل من الملك فهد بن عبد العزيز آل سعود  والملك سلمان بن عبد العزيز آل سعود.

## حياتها
تنتمي الأميرة حصة إلى السدارى من البدارين من الدواسر، أقام جدهم في بلدة الغاط في سدير التي تُعد موطن عائلة السديري حتى اليوم. وكان لأفراد هذه الأسرة أدوار إيجابية منذ بدايات الدولة السعودية الأولى، وعلى وجه الخصوص الفرع الذي ينحدر منه أحمد بن محمد السديري (جد حصه لوالدها) الملقب بأحمد الكبير، الذي أسهم أفراده بخدمات جليلة في خدمة الدولة السعودية الثانية والثالثة.
نشأت حصة في أسرة كبيرة إذ كان لها من الإخوة الأشقاء تركي والجوهرة ولطيفة، ومن غير الأشقاء عبد العزيز وخالد ومحمد وعبد الرحمن ومساعد وسليمان وبندر وسلطانة، وعمشا وشيخة وشعيع وموضي وسارة والبندري ومنيرة وهيا. حظيت برعاية جيدة من والديها.

## اهتماماتها

### العمل الخيري والإنساني
عُرف عنها قيامها بالأعمال الخيرية، حيث كانت توزع الصدقات على المحتاجين في أيام معينة من السنة خاصة في شهر رمضان، كما كانت تحرص على الجلوس إلى الفقيرات للاستماع إليهن ومعرفة احتياجاتهن. وفتح بابها للناس وشفاعتها لهم.

### الجانب العلمي
- سعت إلى نشر العلم بين الأطفال؛ عن طريق تشجيعهم على حفظ القرآن ومكافأة من يحفظه منهم بجوائز تشحذ همة الآخرين.
- حرصت على توفير الكتب لطلبة العلم بوقفها عليهم.[4]

## حياتها الخاصة
والدتها هي الأميرة شريفة السُويّد، التي تنتمي إلى البدارين من الدواسر. في سنة 1331هـ / 1913م تزوجت من الملك عبد العزيز، ولها من العمر ثلاثة عشر عاماً. وأنجبت له ابنه سعد الذي عاش لمدة خمس سنوات وتوفى على أثر انتشار وباء الحمى الأسبانية في نجد عام 1337هـ/1919م. عُرفت بـ(سنة الرحمة). ثم طلقها الملك عبد العزيز؛ فتزوجها أخ الملك الأمير محمد بن عبد الرحمن بن فيصل آل سعود ولها منه ابن واحد اسمه عبد الله، ثم طلقت منه وتزوجها عبد العزيز مرة أخرى سنة 1339 هـ/1921م. وقد حظيت بمكانة كبيرة ومنزلة عالية عند عبد العزيز آل سعود وكانت أكثر زوجاته إنجاباً.

### أبناؤها
| - الأمير سعد الأول بن عبد العزيز آل سعود (توفي صغيراً). - الأمير عبد الله بن محمد بن عبد الرحمن آل سعود (متوفى). - الملك فهد بن عبد العزيز آل سعود ملك المملكة العربية السعودية الخامس (متوفى). - الأمير سلطان بن عبد العزيز آل سعود ولي العهد ووزير الدفاع السابق (متوفى). - الأمير عبد الرحمن بن عبد العزيز آل سعود نائب وزير الدفاع السابق (متوفى). - الأمير تركي الثاني بن عبد العزيز آل سعود (متوفى). - الأمير نايف بن عبد العزيز آل سعود ولي العهد ووزير الداخلية السابق (متوفى). - الملك سلمان بن عبد العزيز آل سعود ملك المملكة العربية السعودية الحالي. | - الأمير أحمد بن عبد العزيز آل سعود وزير الداخلية السابق. - الأميرة فلوة بنت عبد العزيز آل سعود (توفيت صغيرة). - الأميرة شعيع بنت عبد العزيز ال سعود (توفيت صغيرة). - الأميرة موضي بنت عبد العزيز ال سعود (توفيت شابة). - الأميرة لولوة بنت عبد العزيز آل سعود (متوفاة). - الأميرة لطيفة بنت عبد العزيز آل سعود(متوفاة). - الأميرة جواهر بنت عبد العزيز آل سعود (متوفاة). - الأميرة الجوهرة الثانية بنت عبد العزيز آل سعود(متوفاة). |

## وفاتها
توفيت الأميرة حصة بنت أحمد بن محمد السديري في عام 1389هـ الموافق 1969م عن عمر يناهز إحدى وستون عاماً.

## وصلات خارجية
- السيرة الذاتية للأميرة حصة بنت أحمد السديري.
- الأميرة حصة الأحمد السديري زوجة ملك وأم لملك.